# Intel 8080
Intel 8080 е един от първите микропроцесори разработени и произвеждани от Intel. Осембитовият процесор е пуснат на пазара през април 1974 г. с тактова честота 2 MHz (около 500 000 инструкции в секунда). Има 8-битова шина за данни и 16-битова адресна шина, позволяваща адресирането на 64 кибибайта памет. Съдържа около 4500 транзистора и е произведен с помощта на 6-микронна NMOS технология.

## Програмен модел
8080 е наследник на процесора Intel 8008 и също като него използва системата от инструкции разработена от Computer Terminal Corporation. 8080 е съвместим по изходен код с предшественика си, но добавя няколко полезни 16-битови инструкции.

### Регистри
Процесорът има седем 8-битови регистри с общо предназначение – един акумулатор и шест други които могат да се сдвояват при някои инструкции за извършване на 16-битови операции. Има също 16-битов стеков указател и 16-битов програмен брояч.

## Значимост
Интел 8080 е една от най-важните крачки за развитието на персоналните компютри. Той е използван в първия персонален компютър – Алтаир 8800. Операционната система CP/M е написана за него, както и езика Microsoft BASIC – първият продукт на Майкрософт. Въпреки високата си цена, процесорът е клониран многократно от други компании, което предоставя на пазара евтини негови аналози. Конкурентните компании се възползват от натрупаните софтуерни приложения разработени за 8080 като създават съвместими с него процесори.

### Системи използващи 8080
Процесорът 8080 е използван в редица компютърни системи:
- Алтаир 8800 – първият персонален компютър
- SOL-20 на Processor Technology
- IMSAI 8080
- ИМКО-1 - първият български персонален компютър

### Конкурентни процесори
- Zilog Z-80 – съвместим и по-евтин от 8080
- КР580ВМ80А (KR580VM80A) – съветски процесор клонинг на 8080